# Östra Långgrundet, Nagu
Östra Långgrundet är öar nära Innamo i Nagu,  Finland. De ligger i Skärgårdshavet i Pargas stad i landskapet Egentliga Finland, i den sydvästra delen av landet. Öarna ligger omkring 3 kilometer nordost om Innamo, 10 kilometer nordväst om Nagu kyrka, 33 kilometer sydväst om Åbo och omkring 170 kilometer väster om Helsingfors. Närmaste allmänna förbindelse är förbindelsebryggan vid Innamo som trafikeras av M/S Falkö.
Arean för den av öarna koordinaterna pekar på är 2,7 hektar och dess största längd är 320 meter i sydöst-nordvästlig riktning. Närmaste större samhälle är Rimito, 14,0 km nordost om Östra Långgrundet.